# Heinz Dieter Stodolkowitz
Heinz Dieter Stodolkowitz (* 20. Oktober 1937 in Ströbel, Landkreis Breslau) ist ein deutscher Jurist und Richter, der von 1988 bis 2002 als Bundesrichter am Bundesgerichtshof in Karlsruhe wirkte.

## Leben
Nach dem Besuch der Volksschule in Kathrinhagen (Niedersachsen) und des Gymnasiums Ernestinum in Rinteln legte Stodolkowitz dort 1958 das Abitur ab. Im selben Jahr trat er in die Finanzverwaltung des Landes Niedersachsen ein. Erst danach absolvierte er eine juristische Ausbildung, nach deren Beendigung er 1969 als Gerichtsassessor in den höheren Justizdienst Niedersachsens wechselte. 1972 wurde er zum Landgerichtsrat beim Landgericht Hannover ernannt. In der Folgezeit wurde Stodolkowitz als wissenschaftlicher Mitarbeiter an den Bundesgerichtshof abgeordnet und im Anschluss an diese Abordnung 1978 zum Richter am Oberlandesgericht Celle ernannt, wo er bis 1988 tätig war.
Nach seiner Ernennung zum Richter am Bundesgerichtshof wirkte Stodolkowitz zunächst für einige Wochen im V. Zivilsenat und sodann im II. Zivilsenat mit. 1995 wies ihn das Präsidium sodann dem IX. Zivilsenat zu, dem er bis zu seinem Eintritt in den Ruhestand am 30. April 2002, zuletzt als stellvertretender Vorsitzender, angehörte.
Stodolkowitz ist verheiratet und Vater eines Sohnes.

## Werke
- Wolf-Rüdiger Reinicke: Die Rechtsstellung und Bedeutung der Landschaften und der Ritterschaften – Stodolkowitz, H. D. Die Rechtsstellung der Ritterschaften in Niedersachsen[2]. 1970; 36 Seiten, LCCN: 73343363
- Alfred Kellermann und Heinz Dieter Stodolkowitz: Höchstrichterliche Rechtsprechung zum Personengesellschaftsrecht; 1990; 175 Seiten, ISBN 3-8145-1020-8; 4. überarbeitete Auflage März 2000; 213 Seiten, ISBN 3-8145-2020-3